# Call of Duty: Warzone
Call of Duty: Warzone fue un videojuego de disparos en primera persona, perteneciente al género Battle royale gratuito, lanzado el 10 de marzo de 2020 para PlayStation 4, PlayStation 5, Xbox One, Xbox Series X|S y Microsoft Windows. El modo juego estaba disponible en estas plataformas y es parte del videojuego de 2019, Call of Duty: Modern Warfare, pero no requiere su compra y se presentó durante la temporada 2 del contenido de Modern Warfare. Con la integración con Call of Duty: Vanguard pasó a denominarse Call of Duty: Warzone Pacific; para más tarde y después del lanzamiento de Call of Duty: Warzone Caldera pasaría a denominarse Call of Duty: Warzone 2.0. Sus servidores se cerraron el 21 de septiembre de 2023.
Call of Duty fue desarrollado por Infinity Ward y Raven Software y publicado por Activision. Warzone permite el combate a gran escala en línea entre 150 jugadores, aunque algunos modos de juego por tiempo limitado admitían 200 jugadores. El juego presentaba tanto un juego multiplataforma como una progresión multiplataforma entre tres juegos.
En el lanzamiento, el juego presentaba dos modos principales: Battle royale y Saqueo o Botín. Warzone introdujo un nuevo sistema de moneda en el juego que se puede utilizar en "Estaciones de compra" en Verdansk, isla de renacimiento y sus alrededores. Las entregas de "armamento" eran un ejemplo de dónde se podía intercambiar efectivo por acceso limitado a las clases de armas personalizadas de los jugadores (antes las clases se compartían con las del modo multijugador de Modern Warfare, pero en el parche v1.29 de la temporada 6 las separaron, y fueron diferentes los de Warzone con los de Modern Warfare y Call of Duty: Black Ops Cold War por la comodidad de los jugadores). Los jugadores también podían usar dinero para comprar artículos como "Rachas de bajas" y máscaras antigás. Se podía encontrar dinero en efectivo saqueando edificios y matando a jugadores que tienen dinero en efectivo. En el lanzamiento, Warzone solo ofreció el modo Tríos, una capacidad de escuadrón de tres jugadores. Sin embargo, en las actualizaciones de contenido gratuitas posteriores al lanzamiento, se han agregado al juego Solos (individual), Dúos y Escuadrones (cuatro jugadores).
El juego recibió críticas generalmente positivas de los críticos, y los mapas recibieron elogios específicos. En mayo de 2020, Activision anunció que Warzone había superado los 60 millones de descargas en los dos primeros meses. A diciembre de 2020, el juego tenía más de 85 millones de jugadores en todo el mundo. Actualmente, el juego supera ya los 100 millones de jugadores.

## Lanzamiento
Warzone se lanzó el 10 de marzo de 2020, luego de una serie de fallas y filtraciones en el mes anterior. La existencia del juego se había filtrado un mes antes por una publicación en Reddit, y un error de software ese mismo mes permitió a los jugadores ver brevemente una versión anterior del mapa de batalla. El 8 de marzo de 2020, dos días antes del lanzamiento, el transmisor de YouTube Chaos publicó un video de 11 minutos que afirmaba presentar el juego del título inédito Warzone. El video fue eliminado y el 9 de marzo, el editor de Warzone, Activision, anunció oficialmente que el juego se lanzaría el 10 de marzo.
El 11 de marzo de 2020, Activision anunció que Warzone había sido descargado por seis millones de personas en las primeras 24 horas. Después de cuatro días, se reveló que Warzone había sido descargado por más de 15 millones de personas. 
El 21 de agosto de 2021, Activision anunció que Warzone había superado más de los 8 
Billones de descargas 
.

## Recepción
Call of Duty: Warzone recibió "críticas generalmente favorables" de los críticos en todas las plataformas, según el agregador de reseñas Metacritic.
En su revisión 7/10, GameSpot elogió la variedad y el tamaño de los mapas, y escribió: "Warzone es un gran intento de segundo año en una batalla real de Call of Duty, que finalmente logra forjarse su propia identidad con giros interesantes en el fórmula existente. Su subversión de la muerte y los duelos de Gulag de morderse las uñas te dan más formas de permanecer en un partido, mientras que también te obliga a estar atento a tu entorno incluso después de limpiar un escuadrón rival ". IGN también le dio al juego 7/10, que se resume con: "La versión beta de Call of Duty: Warzone sigue siendo completamente agradable incluso a pesar de las serias concesiones a la profundidad hechas en nombre de la gratificación instantánea".
En diciembre de 2020, el juego tiene más de 85 millones de jugadores en todo el mundo.
Fue nominado a Mejor multijugador y Mejor en curso en The Game Awards 2020.

## Jugabilidad y modos de juego
Warzone presenta dos modos de juego principales: Battle Royale y Saqueo. Es la segunda entrega principal de Battle Royale en la franquicia Call of Duty, siguiendo el modo "Blackout" de Call of Duty: Black Ops 4 (2018). Warzone se diferencia de Black Ops 4 al reducir la dependencia de los dispositivos equipables y, en cambio, fomentar la acumulación de una nueva moneda en el juego llamada Dinero. Warzone admite hasta 150 jugadores en una sola partida, lo que supera el tamaño típico de 100 jugadores visto en otros títulos de Battle Royale. Algunos modos de tiempo limitado admiten 200 jugadores o traer más de 2 armas.

### Battle Royale
El modo Battle Royale es similar a otros títulos del género donde los jugadores compiten en un mapa que se reduce continuamente para ser el último jugador que queda. Los jugadores se lanzan en paracaídas sobre un gran mapa del juego, donde se encuentran con otros jugadores. A medida que avanza el juego y los jugadores son eliminados, el área jugable se reduce, lo que obliga a los jugadores restantes a ocupar espacios más reducidos. En Warzone, las áreas no jugables se contaminan con un gas verde que agota la salud y finalmente mata al jugador si no regresa al área jugable segura. A diferencia de otros títulos, Warzone introduce un mayor énfasis en los vehículos y una nueva mecánica de moneda en el juego. El paracaidismo no está restringido, y el jugador puede abrir y cortar su paracaídas un número ilimitado de veces mientras está en el aire. En el lanzamiento, el juego admitía tríos (grupos de hasta tres jugadores) con una opción para deshabilitar el llenado de escuadrones. Infinity Ward ha mencionado probar la cantidad de miembros del escuadrón en futuras actualizaciones. Los escuadrones de cuatro jugadores y los modos Solo BR se agregaron en las siguientes actualizaciones, mientras que Dúos se agregó cerca del final de la temporada 3 de Modern Warfare.
La muerte del personaje en Battle Royale no se traduce necesariamente en la derrota del jugador como en otros títulos. En cambio, el modo ofrece una mecánica de reaparición que los jugadores pueden aprovechar de varias maneras. Los jugadores que mueren son transportados al "Gulag", donde se involucran en un combate uno a uno con otro jugador derrotado, y ambos jugadores reciben el mismo armamento. Las armas que reciben los jugadores tienen pocos o ningún accesorio. Los jugadores solo pueden ingresar al gulag después de su primera muerte en una partida. El ganador de este combate reaparece en el juego. Hay otros métodos de reaparición disponibles mediante el sistema de moneda del juego. Los jugadores pueden usar la moneda del juego para comprar fichas de reaparición para otros jugadores en caso de que no sean revividos por la mecánica del Gulag. 

### Saqueo/Botín
En el modo Saqueo, los equipos tienen que buscar montones de efectivo esparcidos por el mapa para acumular $ 1 millón. Una vez encontrado, el juego entra en tiempo extra, multiplicando todas las sumas de efectivo por 1,5. El equipo que haya reunido la mayor cantidad de dinero cuando se acabe el tiempo se declara ganador. Los jugadores reaparecen automáticamente en este modo de juego.

### Renacimiento
Este modo es exclusivo del mapa de la isla del renacer, y consiste en una fusión de battle royale con reapariciones ilimitadas por un tiempo especifíco, si bien, hay zona segura, si te eliminan, puedes revivir después de cierto tiempo (entre más veces mueras, más tardarás en revivir), eso claro, puedes revivir siempre y cuando quede al menos uno de tus compañeros vivos, pero cuando se cierra el cuarto círculo de la tormenta, el renacimiento se desactiva y si mueres, solo se puede revivir si uno de tus compañeros te compra en una estación de compra (de la misma manera que en Battle Royale común). si revives en el tercer círculo o posterior revivirás con un subfusil sin ningún accesorio (los más comunes son la Striker, la fennec y la AUG de Modern Warfare), igualmente, a diferencia de Battle Royale común, la pistola con la se suele salir del avión cambia en las partidas (las más comunes son la X16, la M19, la renneti y la 1911 de Modern Warfare).
además, este mapa tiene un tipo exclusivo de caja exclusiva, llamada la "caja del renacimiento", que es como una caja de loot común, con la diferencia de que es de color rojo con el logo de la unión soviética, y después de cierto tiempo la caja se recarga y se puede abrir con loot nuevo

### Otros modos
Además de Battle Royale y Plunder, se han introducido varios modos de tiempo limitado a lo largo del ciclo de vida del juego:
- BR traer de vuelta (originalmente llamado BR Estímulo) es una variación de Battle Royale en la que los jugadores reaparecen automáticamente al morir si tienen suficiente dinero y el Gulag está desactivado.

- Warzone Rumble (Alboroto / Jaleo) es un modo de juego tipo deathmatch en equipo 50v50 que tiene lugar en secciones recortadas del mapa principal de Verdansk, lo que contribuye a las estadísticas multijugador.

- Mini Royale es un modo de 50 jugadores en el que los jugadores caen dentro de un círculo más pequeño que los modos normales de Battle Royale, para más compromisos de escuadrones.

- Juggernaut Royale presenta la racha de muertes de Juggernaut que cae en lugares aleatorios a lo largo del mapa. Hasta tres Juggernauts pueden estar activos a la vez en el mapa. Una vez que se mata a un Juggernaut, aparecerá otro paquete de Juggernaut.

- Armored Royale (Blindaje Royale) presenta escuadrones que se generan con camiones blindados, que los jugadores pueden actualizar para ser más poderosos con el tiempo. A diferencia de los modos normales, los jugadores pueden continuar reapareciendo siempre que el camión de su escuadrón esté intacto.

- Power Grab (Poderío) similar al modo Mini Battle Royale. En este modo no habrá Gulag, la única forma de revivir a tus compañeros de equipo es comprándolos en las tiendas o recolectando sus placas

## Mapas

### Verdansk
Verdansk es el mapa original de Battle Royale que aparece en el juego, inspirado en la ciudad ficticia que aparece en la campaña Modern Warfare y en los modos multijugador. El mapa se basa en la ciudad real de Donetsk. Verdansk sirve como mapa principal para la mayoría de los modos de juego presentados en Warzone. Se introdujo una variación nocturna del mapa en Modern Warfare Season 6, como parte de un evento de Halloween llamado "la maldición de Verdansk" por tiempo limitado.

### Isla del renacimiento
La lsla del renacimiento es el segundo mapa introducido en el juego con la integración de los contenidos de Black Ops Cold War. El mapa se basa en la isla Vozrozhdeniya de la vida real, que también apareció en el modo de campaña Call of Duty: Black Ops. En cuanto al diseño, el mapa es una reinvención de la "Isla de Alcatraz", que anteriormente aparecía en el modo Blackout de Black Ops 4 y también es un mapa del modo Battle Royale en Call Of Duty Mobile. A diferencia de Verdansk, la isla del renacimiento es más pequeña en escala, solo permite un máximo de 40 jugadores por partida, aunque en un modo de juego por tiempo limitado llamado "Renacimiento extremo" había hasta 99 jugadores por partida en el mismo mapa.

### Montes Urales
"Montes Urales" fue el nombre dado a un hipotético mapa filtrado de Warzone para su integración con Call of Duty: Black Ops Cold War el mapa como indica su nombre estaría ubicado en la boscosa zona rusa de los Montes Urales.
El mapa estaría compuesto por los 4 mapas del modo de bomba sucia y Outbreak (Zombies) de Cold War, esto se sabe gracias a un video publicado por un usuario anónimo de Twitter que compartió un video jugando en una versión anticipada de este mapa, se tenía previsto ver después de los eventos ocurridos en Verdansk. Por cuestiones desconocidas, este mapa fue cancelado, dando paso así a Verdansk '84.

### Verdansk '84
El 22 de abril de 2021, Warzone se actualizaría a la temporada 3 de Cold War, trayendo una versión de Verdansk en el año 1984.
El mapa trae nuevas ubicaciones y mantiene gran parte de las originales pero con una temática de los años 80.
En su salida el mapa tendría muchos bugs además de exploits, causando polémica que se vio sumada a la baja calidad con la que se veía el juego tras la actualización además de problemas de luz y reflejos.

### Caldera
El 8 de diciembre de 2021 el mapa de Verdansk ´84 dará paso a Caldera, una isla tropical situada en el océano Pacífico, el cual trajo demasiados problemas de bugs con las colisiones de los objetos, convirtiéndose este en el peor lanzamiento de un mapa de Warzone.
Tras múltiples actualizaciones muchos de los errores de desarrollo y mantenimiento del mapa han sido solucionados, dando paso a un equilibrio del juego sin tantas fallas en elementos del mapa. Pese a esto, Caldera, se mantiene siendo para muchos uno de los peores mapas del juego y siendo este el ultimo mapa que tendría Warzone.

## Equipamiento
Todos los jugadores comienzan con una pistola semiautomática (cambiando entre una X16, M19, 1911 y renneti no de ráfagas) sin accesorios. Los jugadores pueden recoger todos los componentes que se encuentran en una clase estándar (armas primarias y secundarias, equipo letal y táctico, mejoras de campo y rachas de muertes) mientras buscan en el mapa elementos ubicados en el suelo, así como en cajas de suministros que se encuentran en ubicaciones designadas. El equipo adicional exclusivo del modo de juego Warzone son las placas de escudo. Tres de estas placas de escudo se pueden aplicar a un jugador en un momento dado con la capacidad de llevar cinco escudos en el inventario del jugador, u ocho si el jugador ha encontrado una bolsa de armadura. Los jugadores también pueden recoger dinero en efectivo que se puede utilizar en las estaciones de compra para diversos fines. Las cargas personalizadas se pueden adquirir usando entregas de carga aleatorias (o comprar en estaciones de compra). está permitido llevar máximo 2 armas, 2 letales y tácticas, una racha de bajas, una mochila de blindaje y un kit de autoreanimación. En Saqueo, los jugadores aparecen con equipamientos personalizados, similares a los modos multijugador normales.

## Integración conBlack Ops Cold War
Para el lanzamiento de Call of Duty: Black Ops Cold War, Activision y Treyarch anunciaron que el juego presentaría un sistema de progresión unificado con Warzone, permitiendo que los elementos de los modos multijugador de Black Ops Cold War se puedan usar dentro de Warzone, junto con los elementos de Modern Warfare que los jugadores han ganado comprado. La temporada 1 del contenido de la Black Ops Cold War se lanzó el 16 de diciembre de 2020, que integró las armas de Black Ops Cold War y sus artículos asociados en Warzone.

## Historia
La historia de Warzone está entrelazada con las narrativas estacionales de Modern Warfare, Black Ops Cold War y Vanguard, se utiliza como escenario común en varios mapas multijugador en Modern Warfare, mientras que la isla del renacer se inspira en ubicaciones e historias de juegos anteriores de Black Ops.

### Modern Warfare
En 2020, tras un ataque orquestado por Khaled Al-Asad y Victor Zakhaev, la ciudad de Verdansk se ve envuelta en una nube de gas tóxico. El Armisticio, una facción conjunta formada por operadores del Este (Unión) y del Oeste (Coalición), se disuelve rápidamente en medio del caos del ataque, mientras que los agentes forman subfacciones más pequeñas mientras luchan entre sí por la supervivencia. Después de meses de búsqueda, la Task Force 141, dirigida por el capitán John Price, finalmente rastrea a Zakhaev y le impide lanzar un misil nuclear.

### Black Ops Cold War
En 1984, el operativo de Perseo, Vikhor "Stitch" Kuzmin reconstruye y vuelve a poner en servicio las instalaciones de la isla del renacer para la producción del letal gas Nova-6. En algún momento, un carguero llamado Vodianoy partió de la isla, solo para desaparecer misteriosamente en medio del mar. 37 años después, en 2021, el barco reaparece y se estrella en las costas de Verdansk, liberando zombis en la naturaleza. A lo largo de las semanas, los zombis pisan la ciudad, dejando rastros de contaminación radiada. Finalmente, todos los operadores del Armisticio se ven obligados a evacuar Verdansk, mientras que los misiles nucleares reciben la orden de atacar y acabar con la amenaza de los no muertos, aniquilando la ciudad en el proceso.
En 1984, tras la captura de Russell Adler a manos de Stitch, la CIA llevó a cabo una operación de búsqueda y rescate y, finalmente, lo rastreó desde Laos hasta Verdansk, donde Stitch lo mantuvo cautivo. El 2 de junio de 1984, dos agentes de Perseo, Freya "Wraith" Helvig y Roman "Knight" Grey, se infiltran en una base militar secreta en el monte Yamantau para recuperar datos relacionados con el Proyecto Nova de Nikita Dragovich, que Stitch espera utilizar para activar agentes durmientes en Verdansk. Diez días después, un escuadrón de la CIA liderado por Frank Woods rescata a Adler en Verdansk, mientras Stitch ordena a Wraith y Knight que se comuniquen con su contacto en Sudáfrica para manejar los satélites de la CIA que actualmente interfieren con los números transmitidos.
El 26 de junio de 1984, el operativo de Perseo, Owethu "Jackal" Mabuza, lidera un asalto a la estación terrestre de satélites Jumpseat en Sudáfrica. El especialista sobreviviente de la estación se ve obligado a obedecer la orden de Stitch mientras desorbita dos satélites de la CIA, que terminan chocando en Verdansk y Argelia, respectivamente. Después de su recuperación, Adler lidera inmediatamente un escuadrón para investigar el accidente del satélite en Argelia. A medida que se acercan al lugar del accidente, Adler ataca imprudentemente y elimina a los agentes de Perseo, recuperando una grabadora de datos de los escombros del satélite en el proceso. Luego miente al resto del escuadrón que no se encontró ninguna grabadora.

## Futuro

### Warzone 2.0
El 15 de septiembre de 2022 se anuncia Call of Duty Warzone 2.0 junto con el multijugador de Call of Duty: Modern Warfare II dando fin a la etapa de Warzone "1". 
Al contrario que su predecesor, Warzone 2.0 llega de manera independiente y completamente separado del juego principal de la franquicia de 2022, ayudando así a la integración de futuras actualizaciones del juego y evitando errores de desarrollo bugs, como ocurría con Modern Warfare 2019/Warzone 1.
Warzone 2.0, además, incluirá un modo extra bajo el nombre DMZ  un modo estilo extracción basado en el aclamado juego Escape From Tarkov.
Call of Duty: Warzone 2.0 vio la luz de forma completamente gratuita el 16 de noviembre de 2022, dando fin a todas las actualizaciones en dicho juego y el cierre de servidores de este mismo. El 21 de septiembre de 2023, Activision cerró los servidores de Call Of Duty: Warzone como una estrategia "desesperada" para que la gente se pase a Call Of Duty: Warzone 2.0.

## Armas
Entre las cosas con la integración con Black Ops Cold War, llegaron todas las armas del mismo a Warzone, aquí hay una lista completa de todas las armas, tanto de Modern Warfare como las de Black Ops Cold War:

### Armas deCall Of Duty: Modern Warfare
Todas las armas que tengan entre paréntesis "Temporada X", se refiere al número de temporada en el cual fue introducida el arma en el juego, si algún arma no lo tiene, significa que la misma está desde los inicios de Modern Warfare.
| Fusiles de asalto        | Subfusiles                | Escopetas               | Ametralladoras ligeras       | Fusiles de precisión    | Fusiles tácticos       | Armas cortas               | Lanzacohetes | Cuerpo a cuerpo               | Armas Especiales     |
| ------------------------ | ------------------------- | ----------------------- | ---------------------------- | ----------------------- | ---------------------- | -------------------------- | ------------ | ----------------------------- | -------------------- |
| Kilo 141                 | AUG                       | Modelo 680              | PKM                          | Dragunov                | EBR-14                 | X16                        | Pila         | Cuchillo de combate           | Minigun              |
| FAL                      | P90                       | R9-0                    | SA87                         | HDR                     | Carabina MK2           | 1911                       | Strela-P     | Escudo antidisturbios         | Lanzagranadas MGL-32 |
| M4A1                     | MP5                       | 725                     | M91                          | AX 50                   | Kar98K                 | .357                       | JOKR         | Palos de kali (Temporada 4)   |                      |
| FR 5,56                  | Uzi                       | Origin 12               | MG34                         | Rytec AMR (Temporada 4) | Ballesta (Temporada 1) | M19                        | RPG-7        | Kodachis duales (Temporada 5) |                      |
| Oden                     | PP19 Bizon                | Rouge VLK (Temporada 2) | Holger-26 (Temporada 1)      |                         | SKS (Temporada 3)      | .50 GS                     |              |                               |                      |
| M13                      | MP7                       | AA-12 (Temporada 6)     | Bruen MK9 (Temporada 3)      |                         | SP-R 208 (Temporada 6) | Renneti (Temporada 3)      |              |                               |                      |
| FN SCAR 17               | Striker 45 (Temporada 2)  |                         | FiNN LMG (Temporada 5)       |                         |                        | Sykov (Actualización 2021) |              |                               |                      |
| AK-47                    | Fennec (Temporada 4)      |                         | RAAL MG (Actualización 2021) |                         |                        |                            |              |                               |                      |
| RAM-7 (Temporada 1)      | ISO (Temporada 5)         |                         |                              |                         |                        |                            |              |                               |                      |
| Grau 5.56 (Temporada 2)  | CX-9 (Actualización 2021) |                         |                              |                         |                        |                            |              |                               |                      |
| CR-56 AMAX (Temporada 4) |                           |                         |                              |                         |                        |                            |              |                               |                      |
| AN-94 (Temporada 5)      |                           |                         |                              |                         |                        |                            |              |                               |                      |
| As Val (Temporada 6)     |                           |                         |                              |                         |                        |                            |              |                               |                      |

### Armas deCall of Duty: Black Ops Cold War
Cabe destacar que cuando se mencione que una arma es de la "Temporada X" no son las mismas que las de Modern Warfare, ya que en el parche de actualización de la integración con Black Ops Cold War se reiniciaron las temporadas y ahora se considera la "Temporada X de Cold War".
| Fusiles de asalto     | Subfusiles                      | Escopetas                   | Ametralladoras ligeras | Fusiles de precisión    | Fusiles tácticos              | Armas cortas        | Lanzacohetes | Cuerpo a cuerpo                  |
| --------------------- | ------------------------------- | --------------------------- | ---------------------- | ----------------------- | ----------------------------- | ------------------- | ------------ | -------------------------------- |
| XM4                   | MP5                             | Hauer 77                    | Stoner 63              | Pelington 703           | Type 63                       | 1911                | Cigma 2      | Cuchillo                         |
| AK-47                 | Milano 821                      | Gallo SA12                  | RPD                    | LW3 Tundra              | M16                           | Magnum              | RPG-7        | Mazo (Temporada 1)               |
| Krig 6                | AK-74u                          | Streetsweeper (Temporada 1) | M60                    | M82                     | AUG                           | Dimatti             | M79          | Wakizashi (Temporada 1)          |
| QBZ-83                | KSP 45                          |                             | MG 82 (Temporada 4)    | ZRG 20mm (Temporada 2)  | DMR 14                        | AMP63 (temporada 3) |              | Machete (Temporada 2)            |
| FFAR 1                | Bullfrog                        |                             |                        | Swiss K31 (temporada 3) | CARV.2 (temporada 3           | Marshall            |              | E-tool (Temporada 2)             |
| Groza (Temporada 1)   | MAC-10 (Temporada 1)            |                             |                        |                         | R1 Shadowhunter (temporada 2) |                     |              | Bate de béisbol (temporada 3)    |
| FARA 83 (Temporada 2) | LC10 (Temporada 2)              |                             |                        |                         |                               |                     |              | Cuchillo balistíco (temporada 3) |
| C58 (Temporada 4)     | PPSH-41 (Temporada 3)           |                             |                        |                         |                               |                     |              | Bastón                           |
| EM2                   | Pistola de clavos (Temporada 4) |                             |                        |                         |                               |                     |              |                                  |
| Grav                  | OTs 9 (Temporada 4)             |                             |                        |                         |                               |                     |              | Guadaña                          |
| Vargo 52              | LAPA (Temporada 6)              |                             |                        |                         |                               |                     |              | Martillo y Hoz (Temporada 6)     |

### Armas deCall of Duty: Vanguard
| Fusiles de asalto             | Subfusiles                  | Escopetas           | Ametralladoras ligeras | Fusiles de precisión                   | Fusiles tácticos    | Pistolas                      | Lanzacohetes  | Cuerpo a cuerpo                 |
| ----------------------------- | --------------------------- | ------------------- | ---------------------- | -------------------------------------- | ------------------- | ----------------------------- | ------------- | ------------------------------- |
| STG 44                        | MP-40                       | Einhorn Rotativa    | MG 42                  | Tipo 99                                | M1 Garand           | RATT                          | Bazuca M1     | Escudo de Combate               |
| Autómata                      | STEN                        | Escopeta de Combate | DP 27                  | Fusil de Tres Líneas                   | SVT-40              | Top Break                     | Panzerschreck | Cuchillo de Combate FS          |
| Itra de Ráfagas               | Subfusil Owen               | Gracey Automática   | Type 11                | KAR98K                                 | G-43                | 1911                          | Panzerfaust   | Catana                          |
| BAR                           | TYPE 100                    | Dos Cañones         | BREN                   | Fusil Antitanque Gorenko (Temporada 1) | M1916 (Temporada 3) | Klauser                       | Lanzador MK11 | Dientes de Sierra (Temporada 1) |
| AS44                          | PPSH-41                     |                     | Whitley (Temporada 2)  | Lee Enfield                            |                     | Pistola Ametralladora         |               | Picahielos (Temporada 2)        |
| NZ-41                         | Welgun (Temporada 1)        |                     | UGM-8 (Temporada 4)    |                                        |                     | Revólver Valois (Temporada 5) |               | Martillo (Temporada 3)          |
| Volkssturmgewehr              | Armaguerra 43 (Temporada 2) |                     |                        |                                        |                     |                               |               | Machacadora Skål (Temporada 3)  |
| Carabina Cooper (Temporada 1) | H4 Blixen (Temporada 3)     |                     |                        |                                        |                     |                               |               | Daga de puño (Temporada 4)      |
| KG M40 (Temporada 2)          | Marco 5 (Temporada 4)       |                     |                        |                                        |                     |                               |               |                                 |
| Nikita AVT (Temporada 3)      | AR 225 (Temporada 5)        |                     |                        |                                        |                     |                               |               |                                 |
| Vargo-S (Temporada 4)         |                             |                     |                        |                                        |                     |                               |               |                                 |
| EX1 (Temporada 5)             |                             |                     |                        |                                        |                     |                               |               |                                 |
| BP50 (Temporada 5)            |                             |                     |                        |                                        |                     |                               |               |                                 |
| Liena 57 (Temporada 5)        |                             |                     |                        |                                        |                     |                               |               |                                 |